# Marisol Reyes
María Lorrio Calvete (Madrid, 28 de octubre de 1932 – Fortaleza, 10 de enero de 1999), conocida artísticamente como Marisol Reyes, fue una cantante española. Su género fue la copla y la música aflamencada.

## Biografía
Hija de un maestro de obras, residía en el barrio de San Pascual. Tuvo dos hermanos, Fermín y Feliciano, fallecido el 4 de noviembre de 2016.
Debutó en los escenarios madrileños en 1950.
Compartió escenario con Imperio de Triana, Angelillo (gran amigo suyo, además de Emilio el Moro) y Paquita Rico.
En 1954, de Ochaíta, Valerio y Solano, realizó el espectáculo «La niña de la Paloma», en el Teatro La Latina, donde estrenó la plegaria flamenca «A los pies de la Paloma», la canción rociera «Por las marismas de Almonte», el pasacalle madrileño «La Chatilla» y los tientos «Las venas yo me abriría».
Este mismo año también grabó un villancico gitano, «Al bautizo lo llevamos», junto con la zambra «Está mi puerta cerrá», ambos también de Ochaíta, Valerio y Solano.
«La Novia de Madrid» fue el sobrenombre artístico que recibió en 1956.
Llegaron los contratos desde América, adonde marchó en 1959, y regresó diez años más tarde, en 1969.
Se retiró de los escenarios en la década de los 70.
Se trasladó a América del Sur, donde tuvo varios negocios, comenzando por Guatemala. Falleció en Fortaleza (Brasil), el 10 de enero de 1999.

## Canciones más populares
| - "A los pies de la Paloma" - "Al bautizo lo llevamos" - "Nacimiento" - "Campanitas castellanas" - "Barquerito de Lora" - "Un piropo tiene España (La Chatilla)" - "Por las marismas de Almonte" - "La pastorcilla" - "Garrochistas de Jerez" - "La novia de Madrid" - "Dile que dile" - "Duquesita del viento" - "La jota de mi balcón" - "Tormento de celos" - "Más que a nadie" - "¡Taxi!" - "La España de mar y sol" - "Galán de medianoche" | - "Que pasan los estudiantes" - "Nadie sabe lo que tiene" - "Pastora, la de Triana" - "Duerme, cariño" - "Rosa de la mala suerte" - "Mi pañolito" - "Milonga del torerillo" - "Por Dios, Señor Presidente" - "Alondra de Madrid" - "La rosa del cante" - "En la taberna de enfrente" - "La Macumba" - "Con los ojos del alma" - "Como a nadie te he querío" - "La marquesona" - "Las manolas de la Alhambra" | - "Palmas flamencas" - "Corona de reina" - "Tiranas y luceros" - "¡No me mire usted! - "El trinquilintrín" - "La molinera de Arcos" - "Está mi puerta cerrá" - "Ay, ay, granadino" - "A la rueda, mi cariño" - "En el amor todo vale" - "Mi barquita" - "Dicen que te has vuelto loca" - "Bulerías del cariño" - "Tus mismas palabras" - "Las venas yo me abriría" - "La mare mía" - "Pepa Candela" - "Qué voy de paso" - "Negro de chocolate" | - "Yo tengo un novio extremeño" - "El jazmín de Casa-cuna" - "Los pájaros de la aurora" - "La mayordoma" - "No sé qué tiene mi niña" - "Pasodoble, te quiero" - "Magdalena, la de Vélez" - "Ni estrellas, ni lunas" - "Soleá de mis quebrantos" - "El Maletilla" - "¿Celos?...¿celos?" - "Testigo de amor" - "A la Virgen de la ermita" |